# 9698 Idzerda
9698 Idzerda eller 2205 T-1 är en asteroid i huvudbältet som upptäcktes den 25 mars 1971 av den nederländsk-amerikanske astronomen Tom Gehrels och det nederländska astronomparet Ingrid van Houten-Groeneveld och Cornelis Johannes van Houten vid Palomarobservatoriet. Den är uppkallad efter Hanso Idzerda.
Asteroiden har en diameter på ungefär 4 kilometer och den tillhör asteroidgruppen Vesta.